# مارتين برنات
مارتين برنات (بالإسبانية: Martín Bernat)‏ هو رسام إسباني، ولد في 1450، وتوفي في 1505.